# Diccionario técnico, histórico y biográfico de la música
El Diccionario técnico, histórico y biográfico de la música es una obra del jerezano José Parada y Barreto, publicada en 1868 por B. Eslava en la imprenta de Santos Lanxé. Recoge en 408 páginas explicaciones sobre la nomenclatura musical, sucesos históricos relacionados con este arte y retazos biográficos de figuras que han influido en su devenir.

## Descripción
| «Como todos los conocimientos humanos, la música ocupa tambien un lugar muy importante en el órden de la escala social y en la cadena formada por las diversas clases que se dedican al cultivo de la inteligencia. El pueblo bajo canta, y al mitigar ó aliviar de cierto modo sus trabajos y penalidades con esos aires que parecen emanados de su misma alma, practica por instinto un arte consolador y benéfico, cuya naturaleza radica en la esencia de nuestro mismo sér» —Parada y Barreto, en el prólogo |

El diccionario lo compuso Parada y Barreto entre 1861 y 1865, compaginando el trabajo con la dirección y redacción de la Revista y Gaceta Musical, en cuyos números se fueron publicando las entradas que luego pasaron a integrar un solo volumen en 1868. Recoge el autor una lista de diccionarios de los que se valió para la redacción de su obra, entre los que se cuentan la Biographie universelle des musiciens de François-Joseph Fétis y los escritos por Sébastien de Brossard, Castil-Blaze, Peter Lichtenthal y Léon Escudier, publicados estos en Francia y Alemania, y también los de Carlos José Melcior y Antonio Fargas y Soler, estos en España.
La obra, cuyas entradas se ordenan de forma alfabética, alberga, como indica el título, una parte técnica, una histórica y una biográfica. El propio autor estima en «más de dos mil voces entre palabras del arte, biografías, nombres propios de instrumentos antiguos y modernos, músicas de los diversos pueblos, y artículos originales sobre muchos ramos del arte». «La parte técnica dará al lector una idea de la nomenclatura especial de la música y sus aplicaciones; la parte histórica hará conocer fácilmente los hechos más importantes que resaltan en la historia de este arte, y en la parte biográfica se adquirirá el conocimiento de la vida y de los trabajos de los artistas músicos, juzgados segun su mérito y circunstancias», dice Parada y Barreto sobre el propósito de cada una de las partes en la introducción a la obra.